# Seznam mistryň světa v orientačním běhu – long
Seznam mistryň světa v orientačním běhu na klasické trati (longu). Tento individuální závod se běhá na Mistrovství světa od roku 1966.

## Ženy
| MS 1966 | Ulla Lindkvistová               | Käthy Perch-Nielsenová             | Raila Hoviová                      | 6,6 km, 6 kontrol                   |
| MS 1968 | Ulla Lindkvistová               | Ingrid Hadlerová                   | Kerstin Granstedtová               | 7,8 km, 10 kontrol                  |
| MS 1970 | Ingrid Hadlerová                | Ulla Lindkvistová                  | Kristin Danielsenová               | 7,5 km, 10 kontrol                  |
| MS 1972 | Sarolta Monspartová             | Pirjo Seppäová                     | Birgitta Larssonová                | 7,1 km, 12 kontrol                  |
| MS 1974 | Mona Nørgaardová                | Kristin Cullmanová                 | Outi Borgenströmová                | 7,9 km, 14 kontrol                  |
| MS 1976 | Liisa Veijalainenová            | Kristin Cullmanová                 | Anne Lundmarková                   | 8,9 km, 16 kontrol                  |
| MS 1978 | Anne Berit Eidová               | Liisa Veijalainenová               | Wenche Jacobsenová                 | 8,6 km, 14 kontrol                  |
| MS 1979 | Outi Borgenströmová             | Liisa Veijalainenová               | Monica Anderssonová                | 8,3 km, 10 kontrol                  |
| MS 1981 | Annichen Kringstadová           | Brit Voldenová                     | Karin Rabeová                      | 8,7 km, 12 kontrol                  |
| MS 1983 | Annichen Kringstadová           | Marita Skogumová                   | Annariita Kottonenová              | 8,1 km, 18 kontrol                  |
| MS 1985 | Annichen Kringstadová           | Brit Voldenová                     | Christina Blomqvistová             | 8,4 km, 14 kontrol                  |
| MS 1987 | Arja Hannusová                  | Karin Rabeová                      | Jana Galíková                      | 8,8 km, 15 kontrol                  |
| MS 1989 | Marita Skogumová                | Jana Galíková                      | Alida Abolaová                     | 9,7 km, 15 kontrol                  |
| MS 1991 | Katalin Oláhová                 | Christina Blomqvistová             | Jana Galíková                      | 10,5 km, 16 kontrol                 |
| MS 1993 | Marita Skogumová                | Annika Viilová                     | Yvette Hagueová                    | 8,6 km, 14 kontrol                  |
| MS 1995 | Katalin Oláhová                 | Yvette Hagueová Eija Koskivaaraová |                                    | 9,7 km, 21 kontrol                  |
| MS 1997 | Hanne Staffová                  | Katarina Borgová                   | Hanne Sandstadová                  | 8,7 km, 17 kontrol                  |
| MS 1999 | Kirsi Boströmová                | Hanne Staffová                     | Johanna Asklöfová                  | 10,3 km, 18 kontrol                 |
| MS 2001 | Simone Niggli-Luderová          | Marika Mikkolaová                  | Reeta Kolkkalaová                  | 9,7 km, 17 kontrol                  |
| MS 2003 | Simone Niggli-Luderová          | Karolina Arewång-Höjsgaardová      | Brigitte Wolfová                   | 11,8 km, 19 kontrol                 |
| MS 2004 | Karolina Arewång-Höjsgaardová   | Hanne Staffová                     | Marika Mikkolaová                  | 11,02 km, 25 kontrol                |
| MS 2005 | Simone Niggli-Luderová          | Heli Jukkolaová                    | Vroni König-Salmiová               | 8,8 km, 21 kontrol                  |
| MS 2006 | Simone Niggli-Luderová          | Marianne Andersenová               | Dana Brožková                      | 11.7 km, 24 kontrol                 |
| MS 2007 | Minna Kauppiová Heli Jukkolaová |                                    | Simone Niggli-Luderová             | 11,95 km, 23 kontrol                |
| MS 2008 | Dana Brožková                   | Marianne Andersenová               | Annika Billstamová                 | 11,9 km, 24 kontrol                 |
| MS 2009 | Simone Niggli-Luderová          | Marianne Andersenová               | Minna Kauppiová                    | 11,79 km, 27 kontrol                |
| MS 2010 | Simone Niggli-Luderová          | Marianne Andersenová               | Emma Claessonová                   | 9,9 km, 23 kontrol                  |
| MS 2011 | Annika Billstamová              | Dana Brožková                      | Helena Janssonová                  | 10,3 km, 21 kontrol                 |
| MS 2012 | Simone Niggli-Luderová          | Minna Kauppiová                    | Annika Billstamová                 | 11,79 km, 27 kontrol                |
| MS 2013 | Simone Niggli-Luderová          | Tove Alexanderssonová              | Lena Eliassonová                   | 13,9 km, 23 kontrol                 |
| MS 2014 | Světlana Mironovová             | Tove Alexanderssonová              | Judith Wyderová                    | 11,0 km, 23 kontrol                 |
| MS 2015 | Ida Bobachová                   | Mari Fastingová                    | Světlana Mironovová                | 9,725 km, 19 kontrol                |
| MS 2016 | Tove Alexanderssonová           | Natalija Gemperleová               | Anne Margrethe Hausken Nordbergová | 11,22 km, 18 kontrol                |
| MS 2017 | Tove Alexanderssonová           | Maja Almová                        | Natalija Gemperleová               | 11,4 km, 20 kontrol                 |
| MS 2018 | Tove Alexanderssonová           | Maja Almová                        | Sabine Hauswirth                   | 9,9 km, 475 m převýšení, 18 kontrol |

## Medailová klasifikace podle zemí
Úplná medailová tabulka:
| Medailová klasifikace podle zemí | Medailová klasifikace podle zemí | Medailová klasifikace podle zemí | Medailová klasifikace podle zemí | Medailová klasifikace podle zemí | Medailová klasifikace podle zemí |
| Umístění                         | Země                             | Zlato                            | Stříbro                          | Bronz                            | Součet                           |
| -------------------------------- | -------------------------------- | -------------------------------- | -------------------------------- | -------------------------------- | -------------------------------- |
|                                  | Švédsko                          | 13                               | 10                               | 11                               | 34                               |
|                                  | Švýcarsko                        | 8                                | 1                                | 5                                | 14                               |
|                                  | Finsko                           | 5                                | 8                                | 7                                | 20                               |
| 4.                               | Norsko                           | 3                                | 10                               | 4                                | 17                               |
| 5.                               | Maďarsko                         | 3                                | -                                | -                                | 3                                |
| 6.                               | Dánsko                           | 2                                | 2                                | -                                | 4                                |
| 7.                               | Česko                            | 1                                | 2                                | 3                                | 6                                |
| 8.                               | Rusko                            | 1                                | 1                                | 3                                | 5                                |
| 9.                               | Spojené království               | -                                | 1                                | 1                                | 2                                |